# Sōichirō Kōzuki
Sōichirō Kōzuki (japanisch 上月 壮一郎 Kōzuki Sōichirō; * 22. Dezember 2000 in Uji) ist ein japanischer Fußballspieler des TSV 1860 München.

## Karriere
Kōzuki erlernte das Fußballspielen in der Jugendmannschaft von Kyoto Sanga FC. Hier unterschrieb er 2018 auch seinen ersten Vertrag. Der Verein spielte in der zweithöchsten Liga des Landes, der J2 League. Mit dem Verein aus Kyōto feierte er Ende 2021 die Vizemeisterschaft und den Aufstieg in die erste Liga. Für Kyoto absolvierte er 18 Zweitligaspiele.
Im Januar 2022 zog es ihn nach Europa, wo er in Deutschland einen Vertrag beim 1. FC Düren unterschrieb. Bis zum Ende der Saison 2021/22 kam er elfmal in der fünftklassigen Mittelrheinliga zum Einsatz und erzielte fünf Tore. Der Verein stieg als Meister in die Regionalliga West auf. Kōzuki verließ daraufhin den Verein.
Ende August 2022 schloss sich Kōzuki der zweiten Mannschaft des FC Schalke 04 an. In der Länderspielpause im September 2022 spielte er in einem Testspiel erstmals für die Bundesligamannschaft. Bis zur Winterpause kam der Japaner auf 14 Regionalligaeinsätze, in denen er 8 Tore erzielte. Zum 1. Januar 2023 erhielt Kōzuki einen bis zum 30. Juni 2025 laufenden Profivertrag, womit er fest in den Profikader von Thomas Reis aufrückte. Sein Bundesligadebüt gab er am 21. Januar 2023 (16. Spieltag) bei der 0:3-Niederlage im Auswärtsspiel gegen Eintracht Frankfurt; sein erstes Bundesligator gelang ihm am 24. Januar 2023 (17. Spieltag) bei der 1:6-Niederlage im Heimspiel gegen RB Leipzig mit dem Treffer zum 1:4 in der 56. Minute.
Ende Januar 2024 wurde er für den Rest des Jahres nach Polen zum Erstligisten Górnik Zabrze verliehen. Im September 2024 wurde die Leihe vorzeitig beendet und er wechselte fest zum TSV 1860 München.

## Erfolge
- Aufstieg in die J1 League: 2021
- Meister der Mittelrheinliga und Aufstieg in die Regionalliga West: 2022